# Margarete Mengel
Margarete Mengel (* 12. Mai 1901 in Düsseldorf; † 20. August 1938 in Butowo) war eine deutsche Kontoristin und ehemalige Bauhaus-Chefsekretärin, die in der Sowjetunion Opfer der Stalinschen Säuberungen wurde.

## Leben
Mengel war Jüdin. Im Alter von 25 Jahren gebar sie im Januar 1927 den Sohn Johannes Mengel. Vater des Kindes war der Schweizer Architekt Hannes Meyer.
Mengel trat 1931 der Kommunistischen Partei Deutschlands (KPD) bei und arbeitete für sie als Kurierin. Ebenfalls im Jahr 1931 folgte sie Meyer mit dem gemeinsamen Sohn sowie der Bauhaus-Stoßbrigade Rot Front und einer Gruppe deutscher Architekten, darunter der Bauhausschüler Peer Bücking, in die Sowjetunion, um dort beim Aufbau der neuen Gesellschaft im Sozialismus zu helfen. Im Januar 1933 erreichten sie Moskau. Zunächst war sie in der Komintern beschäftigt, später arbeitete sie in der Briefabteilung der Deutschen Zentral-Zeitung in Moskau. Als Meyer 1936 in die Schweiz zurückkehrte, blieben Mengel und ihr Sohn dort zurück: Mengel erhielt kein Schweizer Einreisevisum, konnte aber auch nicht nach Nazideutschland zurück. Als Deutsche durfte sie das Land nicht verlassen.
Am 14. Februar 1938 wurde Mengel vom Innenministerium der UdSSR (NKWD) wegen angeblicher Spionage für das faschistische Deutschland verhaftet und am 29. Juli 1938 ohne Prozess zum Tode verurteilt. Krank und unter Folter gestand sie die Vorwürfe. Am 20. August 1938 wurden sie und ihr neuer Partner Alois Ketzlik in Butowo durch Erschießen hingerichtet.

## Sohn
Ihr Sohn Johannes Mengel (* 4. Januar 1927; † 2003) wanderte von Kinderheim zu Kinderheim und wuchs ab seinem zehnten Lebensjahr unter dem falschen Namen Iwan Iwanowitsch Mengel in einem Heim für kriminelle Jugendliche in der Ukraine auf. Noch minderjährig kam er zur Arbeitsarmee und wurde in den Ural deportiert. Mit 15 Jahren wurde er im Gebiet Tscheljabinsk als Berg- und Grubenarbeiter unter Tage eingesetzt. Bis 1956 wurde er von Schulbildung ausgeschlossen. Dann wurde er Bauingenieur. Er erfuhr erst 1993 vom gewaltsamen Tod seiner Mutter und kam im Juli 1994 als Spätaussiedler nach Deutschland. Über seine tragischen Kindheitserlebnisse berichtete er in einem inzwischen veröffentlichten Brief vom 6. April 1998. Im Jahr 2003 verstarb Johannes Mengel.